# Boniface de Bologne
 Boniface de Bologne (mort avant 1012) comte de Bologne et marquis de Toscane au début du XIe siècle parfois nommé Boniface III de Toscane.

## Biographie
Boniface est le fils d'Adalbert, comte de Bologne, et de son épouse Bertila. Il succède à son père et il est nommé  comte de Bologne et Marquis de Toscane  avant 1004. Vers 1007,  il fonde l'abbaye de Saint-Sauveur à Fontana Taona près de Sambuca Pistoiese. Son fils Ugo sera duc de Spolète.

## Source
- (en) Bonifacio sur le site Medieval Lands